# Areca ridleyana
Areca ridleyana är en enhjärtbladig växtart som beskrevs av Odoardo Beccari och Caetano Xavier Furtado. Areca ridleyana ingår i släktet Areca och familjen Arecaceae. Inga underarter finns listade i Catalogue of Life.